# Långvattnet (Trehörningsjö socken, Ångermanland)
Långvattnet är en sjö i Örnsköldsviks kommun i Ångermanland och ingår i Husåns huvudavrinningsområde. Sjön har en area på 1,98 kvadratkilometer och ligger 168,1 meter över havet. Sjön avvattnas av vattendraget Hattsjöån (Långvattsån).

## Delavrinningsområde
Långvattnet ingår i det delavrinningsområde (706297-164505) som SMHI kallar för Utloppet av Långvattnet. Medelhöjden är 197 meter över havet och ytan är 13,34 kvadratkilometer. Räknas de 7 avrinningsområdena uppströms in blir den ackumulerade arean 64,82 kvadratkilometer. Hattsjöån (Långvattsån) som avvattnar avrinningsområdet har biflödesordning 2, vilket innebär att vattnet flödar genom totalt 2 vattendrag innan det når havet efter 50 kilometer. Avrinningsområdet består mestadels av skog (64 procent). Avrinningsområdet har 2,03 kvadratkilometer vattenytor vilket ger det en sjöprocent på 15,2 procent.